# The Raging Sun
The Raging Sun to drugi album szwedzkiej grupy Logh. Płyta została wydana w dwóch wersjach.

## Lista utworów

### Wersja Oryginalna
1. "The Contractor and the Assassin" – 4:06
2. "End Cycle" – 2:32
3. "An Alliance of Hearts" – 5:02
4. "The Raging Sun" – 3:15
5. "Thin Lines" – 4:02
6. "The Bones of Generations" – 2:35
7. "A Vote for Democracy" – 3:43
8. "At This My Arm Was Weakened" – 5:19
9. "City, I'm Sorry" – 7:42
10. "Lights from Sovereign States" – 6:25

### Wersja Alternatywna
1. "The Contractor and the Assassin" – 4:06
2. "End Cycle" – 2:32
3. "An Alliance of Hearts" – 5:02
4. "The Raging Sun" – 3:16
5. "Thin Lines" – 4:03
6. "An Alliance of Worlds" – 3:45
7. "The Bones of Generations (LVG version)" – 4:34
8. "A Vote for Democracy" – 3:43
9. "City, I'm Sorry" – 7:42
10. "Lights from Sovereign States" – 8:57